# A Soldier's Tale
Pour plus de détails, voir Fiche technique et Distribution.
A Soldier's Tale est un film néo-zélandais réalisé par Larry Parr et sorti en 1988.

## Synopsis
Lors de la Seconde Guerre mondiale, Saul, sergent britannique stationné en France, et Belle, une jeune Française, s'éprennent l'un de l'autre, mais elle est accusée de collaborer avec l'ennemi par la Résistance qui la condamne à mort. Saul met tout en œuvre pour sauver celle qu'il aime.

## Fiche technique
- Titre original : A Soldier's Tale[1]
- Réalisation : Larry Parr
- Scénario : Larry Parr et Grant Hindin-Miller d'après le roman de M. K. Joseph (en), A Soldier's Tale (1976)
- Assistant-réalisation : Jean-Luc Olivier
- Musique : John Charles
- Photographie : Alun Bollinger
- Son : John McKay
- Montage : Michael Horton
- Direction artistique : Reston Griffiths
- Décors : Ivan Maussion
- Photographe de plateau : Valérie Blier
- Pays d'origine :  Nouvelle-Zélande
- Tournage : 
  - Langue : anglais
  - Période prises de vue : du 31 août à décembre 1987[2]
  - Extérieurs : Bordeaux (Gironde), Normandie[2]
- Producteur : Larry Parr
- Sociétés de production : Mirage Entertainment, Atlantic, Vision Pictures
- Sociétés de distribution : Spectrum Entertainment Group, Atlantic Releasing Corporation, Overseas Filmgroup, Challenge Film Corporation
- Format : couleur — 35 mm — monophonique
- Genre : film de guerre, drame
- Durée : 93↔96 minutes
- Date de sortie :  16 mai 1988[2]

## Distribution
- Gabriel Byrne : Saul
- Marianne Basler : Belle
- Paul Wyett : Charlie
- Judge Reinhold : « l'amerloque[3] »
- Benoît Régent : le père supérieur
- Maurice Garrel : Monsieur Pradier
- Jacques Mathou : Wolf
- Bernard Farcy : André
- Roch Leibovici : « le gosse »
- Claude Mann : Winterhalter
- Mathew Byam Shaw : le lieutenant Mortimer
- David Duffy : le soldat Smith
- Nicolas Tronc : Balthazar
- Véronique Müller : Simone
- Claudine Berg : la femme âgée
- Philippe Le Mercier : Gustave
- Éric Galliano : Karl

## Distinctions
Gagnées
- New Zealand Film and TV Awards 1992 :
  - Prix du meilleur son à John McKay
  - Prix de la meilleure actrice à Marianne Basler